# Пневмококковая инфекция
Пневмококковая инфекция — комплекс заболеваний, вызываемых бактерией Streptococcus pneumoniae (пневмококк). Это пневмококковая пневмония (до 70 % от всех пневмоний), острый средний отит (около 25 % от всех отитов), гнойный пневмококковый менингит (5–15 % всех бактериальных менингитов), эндокардиты (около 3 %), плевриты, артриты. Пневмококковая инфекция, как правило, является осложнением других инфекций — примером этого являются пневмококковая пневмония после перенесённого гриппа или кори, воспаление среднего уха (отит) у детей, после или на фоне любой респираторной вирусной инфекции.

## Возбудитель инфекции
Возбудитель пневмококковой пневмонии, Streptococcus pneumoniae, является представителем нормальной микрофлоры верхних дыхательных путей человека. В норме носителями одного или нескольких типов пневмококков являются от 5 до 70 % людей. У «организованных» (проживающих или находящихся в коллективах) детей и взрослых уровень носительства максимален. К настоящему времени выделено более 90 различных серотипов (иммунологических вариантов) пневмококков, все они потенциально патогенны, тяжелые инфекции вызывают примерно два десятка из них.

## Пневмококковая инфекция и связанные заболевания
Пневмококковая инфекция распространяется воздушно-капельным путём, например при кашле, особенно при тесном контакте. Источником инфекции может быть человек без всяких клинических проявлений. Чаще всего это случается зимой или ранней весной. Когда возбудитель попадает в лёгкие, он может вызвать пневмонию. Он также может проникать в кровеносное русло и вызывать бактериемию, попадая в ткани, окружающие головной или спинной мозг вызывает гнойный менингит.
Инкубационный период длится от 1 до 3 дней.
Симптомы пневмококковой пневмонии включают лихорадку, кашель, одышку и боль в груди, пневмококкового гнойного менингита — ригидность затылочных мышц, лихорадка, спутанность сознания и нарушение ориентации, светобоязнь. Начальные проявления пневмококковой бактериемии (заражение крови, самая тяжелая форма с летальностью до 50 %) могут быть сходны с некоторыми симптомами пневмонии и менингита, а также включать боли в суставах и озноб.
Самая высокая заболеваемость тяжелыми пневмококковыми инфекциями регистрируется у детей в возрасте до 5 лет и среди пожилых людей (старше 65 лет). Именно в этих возрастных группах, грипп и пневмонии занимают первое место как причина смерти среди всех инфекций и 5-е место среди всех причин смерти. Существуют и другие группы риска тяжелого течения пневмококковых инфекций.
В Российской Федерации на внебольничную пневмококковую пневмонию, по данным разных авторов, приходится от 15 до 76 % этиологически расшифрованных случаев у взрослых и до 94 % — у детей. Пневмококк нередко служит и причиной обострений хронического бронхита.
Острый средний отит (ОСО) является первой причиной назначения антибиотиков у детей в возрасте до 4 лет. Практически каждый ребёнок до возраста 5 лет один или больше раз переносит ОСО. Согласно статистике США, пневмококковый отит является самой частой причиной снижения слуха у детей.

## Группы риска
Группы риска по заболеваемости пневмококковой инфекцией:
- лица 65 лет и старше (в первую очередь — постоянно находящиеся в специальных учреждениях по уходу за престарелыми). Прививки против пневмококковой инфекции в этом возрасте являются обязательными во многих странах мира, экономически развитых и развивающихся.
- дети и взрослые с хроническими заболеваниями сердечно-сосудистой, дыхательной систем, сахарным диабетом, циррозом печени, хронической почечной недостаточностью, болезнью Ходжкина;
- дети и взрослые, планирующие или уже подвергшиеся удалению селезёнки
- дети и взрослые с серповидноклеточной анемией
- дети и взрослые с онкогематологическими заболеваниями
- дети и взрослые с подтеканием спинно-мозговой жидкости
- ВИЧ-инфицированные дети и взрослые
- «Организованные» контингенты (военнослужащие, жители домов инвалидов, заключённые и другие взрослые и дети, пребывающие в условиях скученности)
- имеющие алкогольную зависимость
- курильщики сигарет

## Борьба с пневмококковой инфекцией
В ответ на применение антибиотиков, пневмококки выработали ко многим из них устойчивость. Так, в странах с широким применением антибиотиков, уровень резистентности пневмококков к пенициллину составляет до 50 % от всех выделяющихся пневмококков, к тетрациклину и левомицетину — около 30 %. Помимо этого, в связи с быстротечным развитием заболевания (2–3 дня), времени на специальное определение чувствительности к антибиотикам, как правило, нет и пациенты с тяжелыми инфекциями нередко погибают несмотря на введение стандартных антибактериальных препаратов.
Существует два типа пневмококковых вакцин: конъюгированные и полисахаридные. Конъюгированная вакцина (по количеству включенных серотипов ПКВ 7, 10 или 13) несет с собой сторонний белок, вызывающий сильный иммунный ответ, что необходимо для формирования иммунитета у детей младшего возраста. Полисахаридная вакцина (ППВ 23) охватывает больше серотипов Streptococcus pneumoniae и рекомендована взрослым из групп риска и пожилым. 
Определения серологических типов пневмококка в России в широкой практике не проводится, однако российское исследование показало, у больных (на примере бронхитов) выделяются как раз те серотипы, которые включены в состав 23-валентной пневмококковой вакцины. Вызвать заболевание сама вакцина не может даже теоретически, так как содержит только части убитых микроорганизмов (очищенные капсульные полисахариды). Размножаться в организме человека, и даже в лабораторных условиях, они не могут.
Государственный реестр лекарственных средств России в категории «Вакцина для профилактики пневмококковых инфекций» содержит следующие препараты: Превенар 13 (ПКВ13), Пневмовакс 23 (ППВ23), Синфлорикс (ПКВ10).
В Российской Федерации проводится разработка пневмококковой конъюгированной вакцины (PCV-16), в которую включены серотипы с широкой распространенностью в России и государствах – членах ЕАЭС, а также серотипы с высокой инвазивностью и устойчивостью к антибиотикам.